# Bombardioidea
Bombardioidea — рід грибів родини Lasiosphaeriaceae. Назва вперше опублікована 1972 року.

## Види
База даних Species Fungorum станом на 22.10.2019 налічує 4 види роду Bombardioidea:
- Bombardioidea anartia J.C.Krug & J.A.Scott, 1994
- Bombardioidea bombardioides (Auersw.) C.Moreau, 1954
- Bombardioidea serignanensis (Fabre) N.Lundq., 1972
- Bombardioidea stercoris (DC.) N.Lundq., 1972